# Silinus incongruus
Silinus incongruus är en skalbaggsart som först beskrevs av Lea 1925.  Silinus incongruus ingår i släktet Silinus och familjen stumpbaggar. Inga underarter finns listade i Catalogue of Life.